# 烏斯蒂娜角

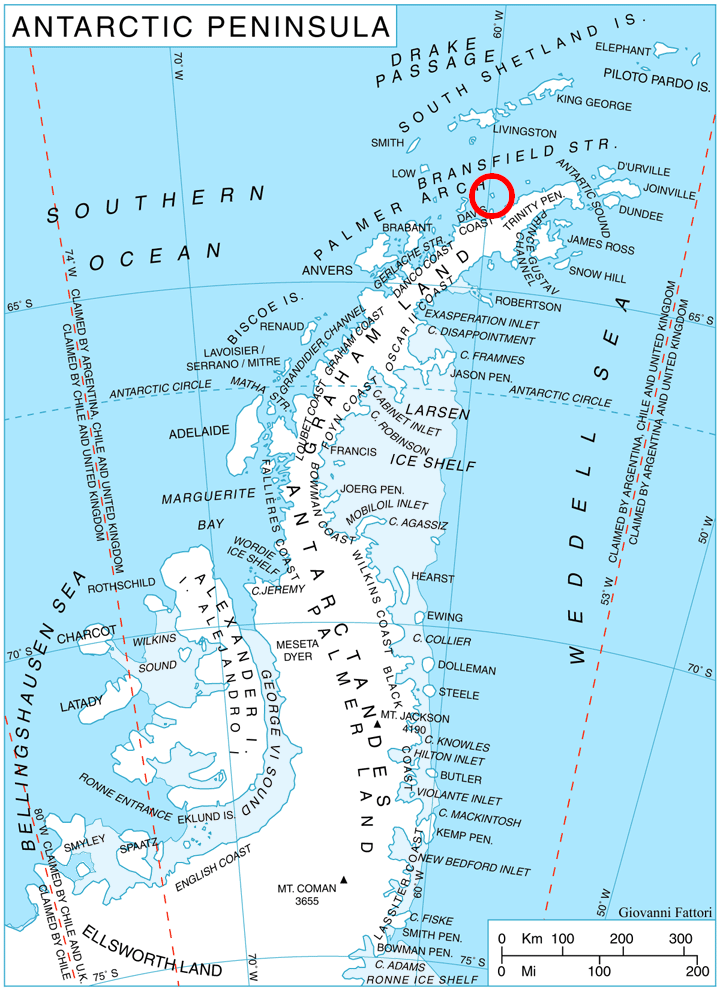

烏斯蒂娜角（英語：Ustina Point）是南極洲的海岬，位於帕默群島的陶爾島西岸，處於克拉內沃角以南3.5公里，以保加利亞南部鄉鎮命名，現時由南極條約體系管理。